# Leonardo de Veroli
Leonardo de Veroli (em italiano: Leonardo da Veroli; m. 1281) foi um chanceler e íntimo conselheiro do príncipe da Acaia Guilherme II de Vilearduin. Foi um dos únicos dois altos oficiais da Acaia, o outro sendo Pedro de Vaux, não capturado ou morto na Batalha de Pelagônia.
Leonardo foi um dos poucos italianos que alcançou altos postos no Principado da Acaia. É desconhecido quando exatamente veio a Moreia, mas em ca. 1252 casou-se com Margarida, filha de Narjot de Toucy, então regente do Império Latino. Ele participou no chamado "Parlamento das Damas" de Nicles em 1261, e gozou da completa confiança de Guilherme II.
Em 1267, ratificou o Tratado de Viterbo em nome de Guilherme, selando o pacto matrimonial entre Filipe, o filho de Carlos I da Sicília e a filha de Guilherme, Isabel de Vilearduin, e realizando a transferência do principado dos angevinos. Leonardo morreu sem descendência ca. 1281.